# コントラバスクラリネット

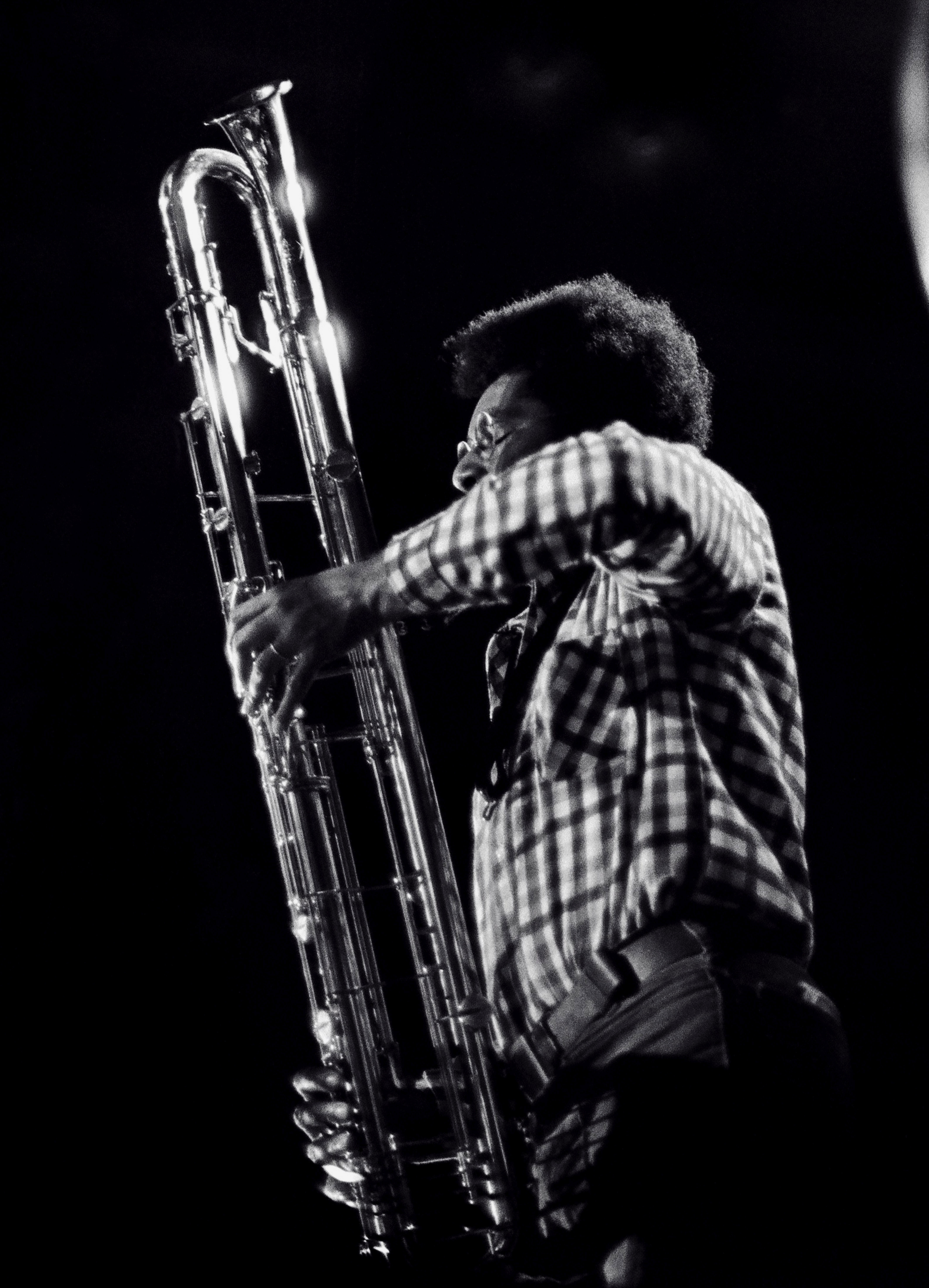
アンソニー・ブラクストンがペーパークリップ・コントラバスクラリネットを演奏している様子（1976年）

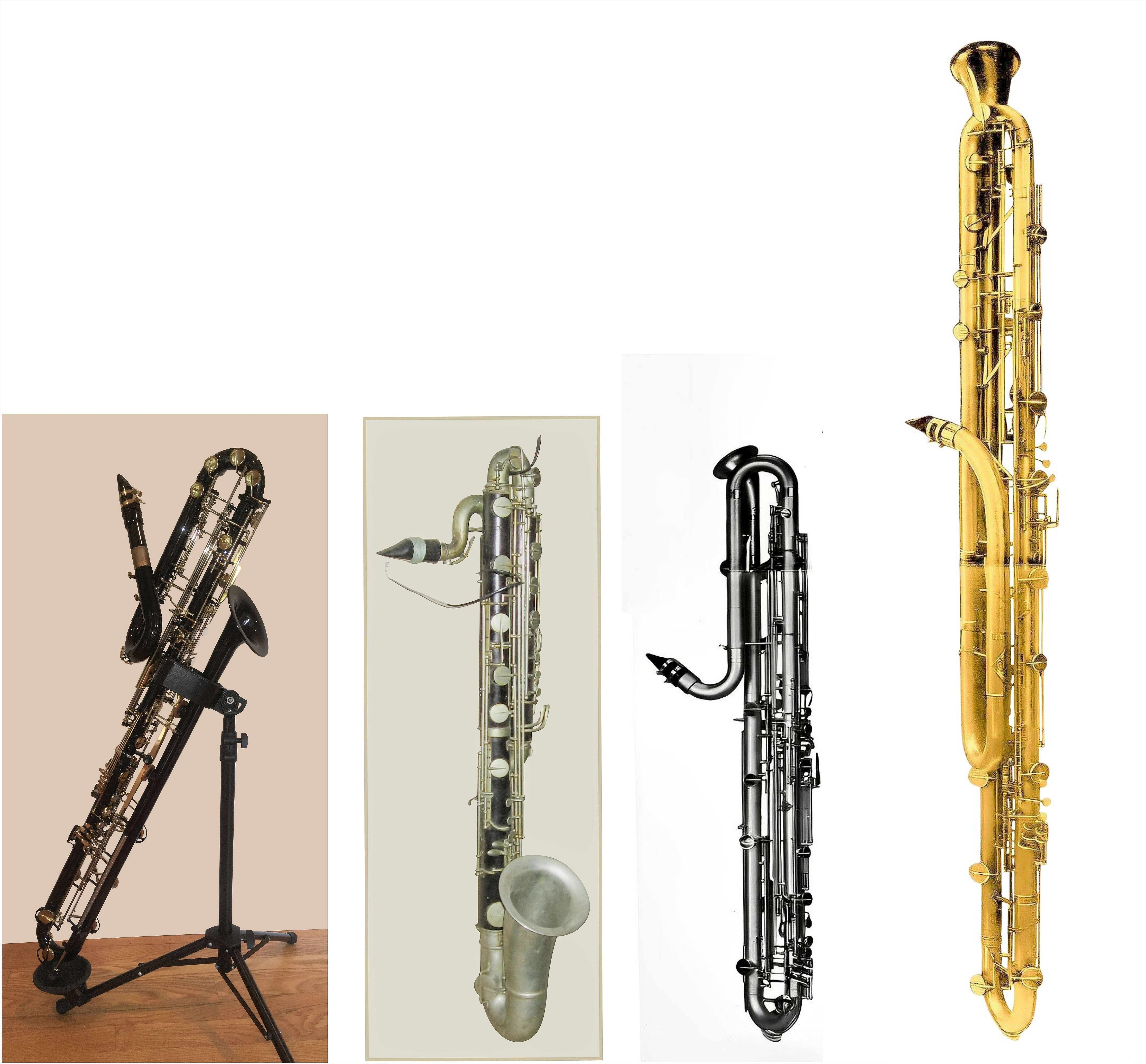
ベネディクト・エッペルスハイム（2006年）、ベッソン（19世紀末）、ルブラン（モデル340「ペーパークリップ」低音C管、1939年）のコントラバスクラリネット。ルブランのサブコントラバスクラリネットとのサイズ比較

コントラバスクラリネット（英: Contabass clarinet）は、木管楽器の一つで、クラリネット属の管楽器。

## 楽器の構造
コントラバスクラリネットは、非常に珍しいオクトコントラアルトクラリネットとオクトコントラバスクラリネットを除き、一般的に用いられるクラリネット属の中で最も低い音域を担当する楽器の一つである。
一般的に使われている変ロ調（in B♭）のコントラバスクラリネットの場合、一般的にクラリネットと称されている変ロ調（in B♭）のソプラノクラリネットより2オクターブ低く、変ロ調（in B♭）のバスクラリネットより1オクターブ低い。
コントラバスクラリネットには最低音が記音E♭（変ホ）のものと、記音C（ハ）のものが存在する。アルノルト・シェーンベルクの5つの管弦楽曲ではイ調（in A）のコントラバスクラリネットが要求されるが、今までそのような楽器が存在したことはない。
4本のトリルキーが存在する他のクラリネットとは違い、コントラバスクラリネットには右手のトリルキーが1本だけしか付いていない。その1本だけ存在するトリルキーは、他のクラリネットの一番下のトリルキーと同じ役割を果たしている。近年に入ってトリルキーの改造に着手するメーカーも出現している。
コントラバスクラリネットは、ペダルクラリネットという名前でも知られている （ここでいう「ペダル」という語は、楽器のメカニズムではなく、「ペダルトーン」と同様、非常に低い音を意味する）。

## 楽器メーカー
コントラバスクラリネットを製造している楽器メーカーの数はそれほど多くない。ヘンリー・セルマーパリ社とLA.リパモンティ社はバスクラリネットを大きくしたようなローズウッド製の楽器を製造しており、現在のところ木製で製造しているのはここ2社のみである。ルブランUSA社は同じような形のプラスチック製の楽器を製造している。ルブラン・パリ社は、ペーパークリップのように折れ曲がった形をしている楽器と、セルマー・パリ社やルブランUSA社と同じような形をした楽器の、2つの形式の金属製楽器を製造している。
2006年前半、Benedikt Eppelsheimは右手の4つのトリルキーが完備したフルベーム式のバサクソフォンに似たクリップ型金属製コントラバスクラリネットを公開したが、この楽器はまだ量産されていない。

## 演奏家
コントラバスクラリネットを独奏楽器として使用した最も有名な演奏家は、おそらくアンソニー・ブラクストンであろう。他の演奏家（ジャズや即興演奏を含む）として、ダグラス・エワート、ヴィニー・ゴリア、ムワタ・ボウデン、キッド・ジョーダンなどが挙げられる。

## 他の大きなクラリネット
この楽器自体が珍しい楽器ではあるものの、コントラバスクラリネットは現在定期的に製造され、利用されているクラリネット族の楽器の中では、最も低い音域を担当する楽器である。この楽器より低い音域を担当する楽器として、EEE♭オクトコントラアルトクラリネット、およびBBB♭オクトコントラバスクラリネットが存在するが、これらの楽器は非常に稀である。現在ではマーティン・フォーク製のものか過去にルブランが製造しフランス、ラ・クチュール・ブッセにある管楽器博物館に展示されているものしか存在しない。
コントラバスクラリネットとバスクラリネットの中間的な楽器である変ホ調（in E♭）のコントラアルトクラリネットは、しばしばE♭コントラバスクラリネットと呼ばれることがある。

## コントラバスクラリネットを使った音楽作品
この楽器のためのソロ作品はほとんど存在しない。一例として次の曲を挙げる。
- Scherzo Fantastique（アルフレッド・リード作曲）

コントラバスクラリネットが使われている曲として、下記の曲が挙げられる：
- クラリネットとバスクラリネットとコントラバスクラリネットのための三重協奏曲（Donald Martino作曲）
- Eclairs Sur l'Au-Dela（オリヴィエ・メシアン作曲）
- 交響曲第1番「怒りと回想」（ジョン・コリアーノ作曲）
- 洪水（イーゴリ・ストラヴィンスキー作曲）
- アメリカ (エドガー・ヴァレーズ作曲)
- ノモス・ガンマ (ヤニス・クセナキス作曲)
- フロム・ミー・フローズ・ホワット・ユー・コール・タイム（武満徹作曲）

クラシック作品ではないが、以下の曲がある。
- コイシテイルカ (NHKの番組みんなのうた2009年4-5月の放送曲。歌を担当したさかなクンが、伴奏にも参加してバスクラリネットとこの楽器を演奏した。番組テキストにも写真入りで紹介されている)

また、1956年に開催されたホフナング音楽祭において、「祝祭アンサンブル」によって「アニー・ローリーのテーマによる変奏曲」が演奏されたが、このアンサンブルの編成は、ピッコロ2、コントラバスクラリネット2、コントラファゴット2、ヘッケルフォーン、ハーディ・ガーディなど、高音と低音に極端に偏った楽器編成となっており、イギリス市民にコントラバスクラリネットを紹介する格好の機会となった(音楽祭CDのライナーノートによる)。